# 올드엠역
올드엠역(Old Elm Station, 전 링컨빌역(Lincolnville Station)) 은 캐나다 온타리오주 스토우빌 중심에서 3km 정도 떨어진 지점에 위치한 GO 트랜싯의 통근 열차인 스토우빌선 북부 종착역이다.

## 위치
올드엠역은 메트로링스가 소유하는 억스브릿지선 39 마일 (63 km) 지점에 위치해있으며, 남쪽으로는 스토우빌역이 위치해있다. 스토우빌역에서 북동쪽으로 억스브릿지선은 스토우빌에 지어진 주택가를 따라가며, GO 트랜싯 링컨빌 차량기지가 위치한 이 역에 다다른다. 이 역에 다다르기 전에 GO 트랜싯 열차는 본선에서 주박선으로 분기하며, 억스브릿지선은 북동쪽으로 억스브릿지까지 계속 이어진다.

## 역사
올드엠역은 스토우빌 중심가에 위치한 스토우빌역의 주차 공간과 열차 정박 공간 부족에 따라 스토우빌 중심가에서 3km가량 떨어진 지점에 지어진 역이다. 10번 라인과 베더스다 로드에 위치한 차량기지 바로 옆에 위치한 이 역은 550만 달러의 공사 비용을 투입하여 지어진 역이다. 이 역의 주차 공간은 억스브릿지의 공영 주차 공간에 맞먹으며 추후에 스토우빌선 열차를 억스브릿지로 연장할 경우를 대비하여 지어졌다. 2021년 10월 16일부터 링컨빌역은 역 근처에 있는 200년 된 고목의 이름을 따서 올드엠역 (Old Elm Station)으로 개명되었다.

## 시설
올드엠역은 직원이 상주하지 않는 무인역으로, 통근열차 티켓 구매나 카드 충전은 역에 있는 자동판매기에서 할 수 있다. 프레스토 카드가 없는 경우에는 신용카드나 체크카드를 단말기에 태그해 요금을 정산할 수도 있고, 스마트폰에서 GO 트랜싯 홈페이지에 들어가 이티켓 (e-ticket)을 구매할 수도 있다.
이 역은 건물이 없고 승강장만 있으며, 승강장에는 눈과 비를 피할 수 있는 쉼터가 있으며, 겨울에는 난방도 된다. 역 승강장에는 공중전화가 있다. 역 승강장과 열차 내부는 휠체어 승객도 이용할 수 있으며, 승강장 중앙에 있는 휠체어 경사로를 통해 휠체어 승객도 열차를 이용할 수 있다. 환승 주차장에는 567대 규모의 주차 공간이 있으며, 최대 48시간까지 무료 주차가 가능하다. 이 역을 자주 이용하는 승객은 주차장에 지정 주차 공간을 예약할 수 있으며, 카풀해서 오는 승객들도 카풀 전용 주차 공간에 주차할 수 있다. 이 역으로 마중 나오는 차량 또한 역 앞에 있는 정차 공간에서 대기할 수 있다. 이 역에는 또한 자전거 이용 승객을 위한 자전거 거치대가 있다.

## 운행 계통
2023년 6월 기준 올드엠역에는 평일 아침 유니언 방면 통근열차가 6대 정차하며, 평일 오후에는 이 역에 종착하는 통근열차가 6대 정차한다. 나머지 시간대에는 유니언역 버스 터미널에서 억스브릿지까지 수시로 버스가 운행하며, 토론토에 있는 케네디, 에이진코트, 밀리켄역에는 정차하지 않는다.

## 버스 연결편
올드엠역에는 통근열차가 정차하지 않는 시간대에 부수적으로 운행하는 70, 71번 버스가 정차하며, 요크 지역 교통국의 시내버스는 정차하지 않는다.

### GO 트랜싯
| 노선 | 노선                               | 노선                               | 종점                           | 종점 | 종점                 | 경유지 | 기준일          | 비고 |
| ---- | ---------------------------------- | ---------------------------------- | ------------------------------ | ---- | -------------------- | --- | --------------- | ---- |
| 70B  | 억스브릿지 / 스토우빌 / 마운트조이 | Uxbridge / Stouffville / Mount Joy | 레일웨이 / 앨버트 (억스브릿지) | ↔    | 올드엠역             | 47번 / 프론트 · 레일웨이 / 앨버트 | 2023년 6월 24일 |      |
| 71   | 스토우빌                           | Stouffville                        | 레일웨이 / 앨버트 (억스브릿지) | ↔    | 유니언역 버스 터미널 | - 토론토 방면: 스토우빌역 · 마운트조이역 · 마컴역 · 센테니얼역 · 유니언빌역 · 유니언역 버스 터미널 - 억스브릿지 방면: 47번 / 프론트 · 레일웨이 / 앨버트 | 2023년 6월 24일 |      |
| 71C  | 스토우빌                           | Stouffville                        | 올드엠역                       | ↔    | 유니언역 버스 터미널 | 스토우빌역 · 마운트조이역 · 마컴역 · 센테니얼역 · 유니언빌역 · 유니언역 버스 터미널                                                                     | 2023년 6월 24일 |      |

## 인접한 역
| 메트로링스 억스브릿지선 | 메트로링스 억스브릿지선 | 메트로링스 억스브릿지선 |
| ----------------------- | ----------------------- | ----------------------- |
| 스토우빌 유니언 방면    | GO 트랜싯 스토우빌선    | 시·종착역               |